# Cino da Pistoia
Cino de Pistóia, ou Guittoncino di ser Francesco dei Sigisbuldi (Pistóia, 1270- Pistóia, 1336), foi um poeta e jurista italiano, primeiro gibelino e depois guelfo.
Amigo de Dante Alighieri, foi obrigado a abandonar Pistóia pelo facto de pertencer à facção guelfa. Regressou poucos anos depois, onde trabalhou como juiz e posteriormente ensinou direito em várias universidades, nomeadamente, Siena, Perúgia e Nápoles, cidade onde trava conhecimento com Boccaccio.
Como jurista é autor de Lectura Codicis (1314), comentário ao códice justiniano. Foi ouvinte de Pierre de Belleperche (Petrus de Bellapertica) em Bologna e o introdutor em Itália das doutrinas de grandes juristas da escola de Orleans, nomeadamente, Jacobus de Ravenneio e o citado Belleperche. O seu discípulo mais famoso será Bartolus de Saxoferrato (1313/14-1357), o mais influente legista da Idade Média.
Foi igualmente notável como poeta do stil nuovo, escrevendo Rime, obra que mereceu palavras de apreço, quer de Dante, quer de Petrarca.
Segundo Francesco de Sanctis, Cino de Pistóia foi mestre de Petrarca não apenas na eficácia musical do verso, mas ainda pela perfeição expressiva da sua língua.
Giuseppe Morpurgo afirma: "Com Cino da Pistoia, illustre giurista e appassionato poeta d'amore (amò una Selvaggia, figlia, forse, di Filippo Vergiolesi di Piteccio sulla montagna pistoiese) la poesia stilnovista si evolve e matura in maggiore intimità psicologica che prepara in qualche modo l'avvento della lirica del Petrarca".

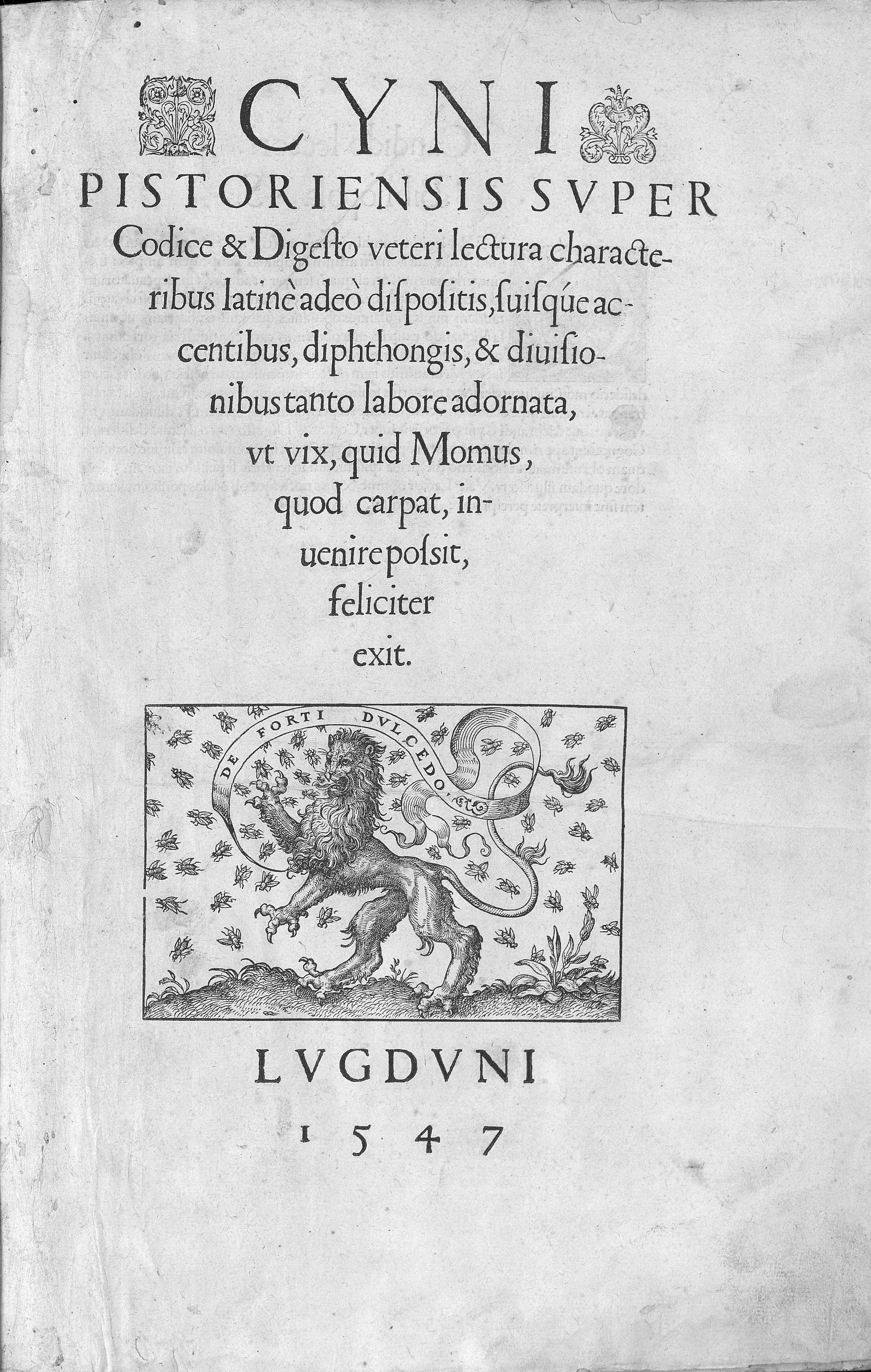
Lectura in Codicem, 1547
- Le rime, 1862